# Дикі ночі (фільм)
«Дикі ночі» (фр. Les nuits fauves) — фільм 1992 року французького режисера Сиріла Коллара за однойменним романом 1989 року  його ж авторства.

## Сюжет
Жанові 30 років. Він живе «безо́глядно» і проводить ночі в шалених оргіях. Знаючи про те, що він хворий на СНІД, Жан хоче насолоджуватися життям, повним пригод і небезпеки, до найостаннішої хвилини. Зустрівши юну і пристрасну 17-річну Лору, Жан нарешті зрозумів, що таке справжня любов. Але навіть перед обличчям смерті він ніяк не може зробити вибір між Лорою і своїм жорстоким коханцем, іспанцем Самі.

## Ролі
| Актор             | Роль      |
| ----------------- | --------- |
| Сиріл Коллар      | Жан       |
| Романа Борінже    | Лора      |
| Карлос Лопес      | Самі      |
| Корін Блю         | мати Лори |
| Клод Вінтер       | мати Жана |
| Рене-Марк Біні    | Марк      |
| Марія Шнайдер     | Норіа     |
| Клементін Селарьє | Маріанна  |
| Лора Фавалі       | Карін     |
| Дені Д'Арканжело  | співак    |
| Жан-Крістоф Буве  | Серж      |

## Нагороди
У 1993 році «Дикі ночі» став першим фільмом, який боровся за «Сезар» одночасно в номінаціях «найкращий фільм», «найкраща режисура» і «найкращий дебют». У підсумку фільм отримав 4 нагороди:
- Найкращий фільм — Сиріл Коллар
- Найкращий дебют — Сиріл Коллар
- Найкращий монтаж — Ліз Больє
- Акторка, що подає надії — Романа Борінже

## Цікавинки
- Фільм став першим у французькому кінематографі, де тема СНІДу була піднята прямо, без будь-яких натяків.